# Hà Trung (huyện)
Hà Trung là một huyện cũ nằm ở phía bắc tỉnh Thanh Hóa, Việt Nam.

## Địa lý
Huyện Hà Trung nằm ở phía bắc của tỉnh Thanh Hóa, nằm bên sườn núi Tam Điệp, có vị trí địa lý:
- Phía đông giáp thị xã Bỉm Sơn và huyện Nga Sơn
- Phía tây giáp huyện Thạch Thành và huyện Vĩnh Lộc
- Phía nam giáp huyện Hậu Lộc
- Phía bắc giáp thành phố Tam Điệp và huyện Yên Mô thuộc tỉnh Ninh Bình.

Thị xã Bỉm Sơn và huyện Nga Sơn ngăn cách xã Hà Vinh với phần còn lại của huyện Hà Trung.
Huyện Hà Trung có diện tích tự nhiên 243,94 km², dân số năm 2022 là 131.568 người, mật độ dân số đạt 539 người/km².

## Lịch sử
Huyện Hà Trung được hình thành từ rất sớm, là một trong những cái nôi của dân tộc Việt Nam: Thời thuộc Hán, là miền đất thuộc huyện Dư Phát. Thời Tam Quốc – Lưỡng Tấn – Nam Bắc triều, là miền đất thuộc huyện Kiến Sơ. Thời Tùy – Đường, là miền đất thuộc huyện Nhật Nam và một phần thuộc huyện Sùng Bình. Thời Trần – Hồ, huyện Hà Trung thuộc châu Ái, trấn Thanh Đô; phần đất phía Bắc huyện Hà Trung ngày nay nằm trong huyện Tống Giang, thuộc châu Ái. Thời thuộc Minh, là phần đất chủ yếu của huyện Tống Giang. Thời Lê, đổi Tống Giang thành Tống Sơn và đặt phủ Hà Trung gồm 4 huyện: Tống Sơn, Hoằng Hóa, Hậu Lộc, Nga Sơn. Trong đó, huyện Tống Sơn sau là huyện Hà Trung. Thời Nguyễn, huyện Tống Sơn do phủ Hà Trung kiêm lý. Tống Sơn là đất xuất tích của triều Nguyễn.
Năm Gia Long thứ 3, Tống Sơn được gọi là quý huyện, Gia Miêu được gọi là quý hương. Về sau, huyện Tống Sơn được đổi thành phủ Hà Trung.
Sau năm 1945, phủ Hà Trung được đổi thành huyện Hà Trung, gồm 10 xã: Hòa Bình, Hoạt Giang, Lĩnh Toại, Lĩnh Trang, Long Khê, Ngọc Âu, Tân Tiến, Thái Lai, Tống Giang và Yến Sơn.
Năm 1954, giải thể 10 xã hiện hữu, thay thế bằng 25 xã, lấy chữ "Hà" làm chữ đầu: Hà Bắc, Hà Bình, Hà Châu, Hà Đông, Hà Dương, Hà Giang, Hà Hải, Hà Lai, Hà Lâm, Hà Lan, Hà Lĩnh, Hà Long, Hà Ngọc, Hà Ninh, Hà Phong, Hà Phú, Hà Sơn, Hà Tân, Hà Thái, Hà Thanh, Hà Tiến, Hà Toại, Hà Vân, Hà Vinh và Hà Yên.
Ngày 8 tháng 3 năm 1967, thành lập thị trấn nông trường Hà Trung trực thuộc huyện Hà Trung.
Ngày 29 tháng 6 năm 1977, thành lập thị trấn Bỉm Sơn trên cơ sở một phần các xã Hà Dương, Hà Lan.
Ngày 5 tháng 7 năm 1977, huyện Hà Trung sáp nhập với huyện Nga Sơn thành huyện Trung Sơn.
Ngày 29 tháng 8 năm 1980, chia xã Hà Dương thành 2 xã: Hà Dương và Quang Trung.
Ngày 18 tháng 12 năm 1981, thị trấn nông trường Hà Trung và 2 xã: Hà Lan, Quang Trung được sáp nhập vào thị xã Bỉm Sơn.
Ngày 30 tháng 8 năm 1982, huyện Trung Sơn được chia lại thành hai huyện Hà Trung và Nga Sơn.
Sau khi tái lập, huyện Hà Trung gồm 24 xã: Hà Bắc, Hà Bình, Hà Châu, Hà Đông, Hà Dương, Hà Giang, Hà Hải, Hà Lai, Hà Lâm, Hà Lan, Hà Lĩnh, Hà Long, Hà Ngọc, Hà Ninh, Hà Phong, Hà Phú, Hà Sơn, Hà Tân, Hà Thái, Hà Thanh, Hà Tiến, Hà Toại, Hà Vân, Hà Vinh và Hà Yên.
Ngày 3 tháng 6 năm 1988, thành lập thị trấn Hà Trung (thị trấn huyện lị huyện Hà Trung) trên cơ sở: 
- Điều chỉnh 38,2 ha diện tích tự nhiên của xã Hà Bình
- Điều chỉnh 52,9 ha diện tích tự nhiên với 625 nhân khẩu của xã Hà Ninh
- Điều chỉnh 61,4 ha diện tích tự nhiên với 490 nhân khẩu của xã Hà Phong và điều chỉnh 8,7 ha diện tích tự nhiên với 320 nhân khẩu của xã Hà Ngọc.[9]

Ngày 16 tháng 10 năm 2019, Ủy ban Thường vụ Quốc hội ban hành Nghị quyết số 786/NQ–UBTVQH14 về việc sắp xếp các đơn vị hành chính cấp xã thuộc tỉnh Thanh Hóa (nghị quyết có hiệu lực từ ngày 1 tháng 12 năm 2019). Theo đó:
- Hợp nhất hai xã Hà Lâm và Hà Ninh thành xã Yến Sơn
- Hợp nhất hai xã Hà Toại và Hà Phú thành xã Lĩnh Toại
- Hợp nhất hai xã Hà Thanh và Hà Vân thành xã Hoạt Giang
- Hợp nhất hai xã Hà Yên và Hà Dương thành xã Yên Dương
- Sáp nhập xã Hà Phong vào thị trấn Hà Trung.

Ngày 24 tháng 10 năm 2024, Ủy ban Thường vụ Quốc hội thông qua Nghị quyết số 1238/NQ-UBTVQH15 (có hiệu lực từ ngày 1 tháng 1 năm 2025). Theo đó:
- Thành lập các thị trấn Hà Long, Hà Lĩnh từ 2 xã có tên tương ứng
- Thành lập xã Thái Lai trên cơ sở sáp nhập 2 xã Hà Thái và Hà Lai.

Sau khi sắp xếp các đơn vị hành chính cấp xã, huyện Hà Trung có 3 thị trấn và 16 xã như hiện nay.

## Hành chính
Huyện Hà Trung có 19 đơn vị hành chính cấp xã trực thuộc, bao gồm  3 thị trấn: Hà Trung (huyện lỵ), Hà Lĩnh, Hà Long và 16 xã: Hà Bắc, Hà Bình, Hà Châu, Hà Đông, Hà Giang, Hà Hải, Hà Ngọc, Hà Sơn, Hà Tân, Hà Tiến, Hà Vinh, Hoạt Giang, Lĩnh Toại, Thái Lai, Yên Dương, Yến Sơn.
| Tên          | Diện tích (km²) | Dân số (người) |
| ------------ | --------------- | -------------- |
| Thị trấn (3) |                 |                |
| Hà Trung     | 5,12            | 11.133         |
| Hà Lĩnh      | 20,09           | 10.031         |
| Hà Long      | 48,41           | 10.969         |
| Xã (16)      |                 |                |
| Hà Bắc       | 8,16            | 6.421          |
| Hà Bình      | 9,18            | 6.607          |
| Hà Châu      | 6,50            | 5.748          |
| Hà Đông      | 10,04           | 4.325          |
| Hà Giang     | 8,86            | 4.537          |
| Hà Hải       | 5,03            | 4.474          |

| Tên        | Diện tích (km²) | Dân số (người) |
| ---------- | --------------- | -------------- |
| Hà Ngọc    | 4,12            | 4.156          |
| Hà Sơn     | 13,99           | 5.348          |
| Hà Tân     | 13,10           | 5.343          |
| Hà Tiến    | 18,18           | 7.645          |
| Hà Vinh    | 17,20           | 8.669          |
| Hoạt Giang | 11,83           | 6.875          |
| Lĩnh Toại  | 6,07            | 5.684          |
| Thái Lai   | 12,88           | 9.212          |
| Yên Dương  | 8,37            | 7.992          |
| Yến Sơn    | 12,82           | 8.122          |

## Giao thông
Các tuyến quốc lộ đi qua địa bàn huyện Hà Trung:
- Quốc lộ 1
- Quốc lộ 217
- Quốc lộ 217B

Tuyến đường cao tốc đi qua địa bàn huyện Hà Trung:
- Đường cao tốc Bắc – Nam phía Đông (Đoạn Mai Sơn – Quốc lộ 45)

Ngoài ra, đường sắt Bắc – Nam cũng đi qua địa bàn của huyện.

## Văn hóa
- Gia Miêu Ngoại trang quê hương nhà Nguyễn, sau khi vào Huế gây dựng cơ đồ, chúa Nguyễn đã về đây lập đền thờ và xây dựng lăng Triệu Tường ở xã Hà Long Hà Trung và coi đây là Quý Hương.
- Đền thờ Trình Minh, thôn Ngọc Chuế, xã Hà Châu, huyện Hà Trung
- Đình làng Yên (làng Yên Thôn, xã Hà Hải có nghề truyền thống đan cót nan)
- Làng Đình Trung, xã Yên Dương (Hà Yên cũ, làng có đặc sản Mắm tép tiến Vua)
- Phủ Mỗ (làng Tây Mỗ, Hà Thái) thờ chúa Liễu Hạnh tương truyền là nơi bà tái sinh lần 3 ở đây.
- Văn hóa Phật giáo có: Chùa Linh Xứng, Chùa Đô Mỹ, Chùa Long Cảm (Trang Các), Chùa Chiếu Bạch (Bình Lâm), Chùa Ban Phúc...
- Ba Bông – Thác Hàn là khu di tích văn hóa lễ hội nổi tiếng của Hà Trung vào tháng 6 âm lịch hàng năm, du khách thập phương đổ về cầu đảo theo tín ngưỡng Tứ Phủ thờ Mẫu điển hình là các đền: Ba Bông (thờ cô Bơ), Đền Hàn Sơn (thờ Đức ông Hàn Sơn), Đền Cây Thị (thờ Chầu Đệ Tứ Khâm Sai)..
- Đền Lý Thường Kiệt (Hà Ngọc), Đền Lê Phụng Hiểu (Yến Sơn – Hà Lâm cũ),....là các ngôi đền thờ 2 vị danh tướng thời Lý
- Đình Phúc làng Bình Lâm (Yến Sơn – Hà Lâm cũ) vào 6 tháng giêng âm lịch có hội làng đầu xuân: tế lễ, trò chơi dân gian....
- Cả huyện có 2 trường trung học phổ thông.